# Голландсько-португальська війна
Голландсько-португальська війна — збройний конфлікт XVII століття, в якому приватні Голландська Ост-Індійська компанія (VOC) і Голландська Вест-Індійська компанія (WIC) воювали майже по всьому світу проти Португальської імперії. Війна йшла паралельно з Вісімдесятирічною війною в Європі, в якій Нідерланди боролися за свою незалежність від Іспанії (в династичній унії з якою перебувала Португалія), яка однак не може вважатися її частиною, так як тривала і після того, як Португалія в 1640 році відновила свою незалежність і припинила війну з Голландією. У ряді випадків голландцям допомагали англійці.
В результаті війни Португалія опинилася переможцем у Південній Америці, а Нідерланди — на Далекому Сході. Англія виграла від довгого протистояння між двома своїми основними торговими суперниками.

## Назва
- Голландсько-португальська війна (англ. Dutch-Portuguese war), або нідерландсько-португальська війна (нід. Nederlands-Portugese Oorlog}) — назва у нідерландській історіографії, а також історіографіях країн, які були союзниками або симпатиками Голландії.
- Португальсько-голландська війна (порт. guerra luso-holandesa), або португальсько-нідерландська війна (ісп. guerra luso-neerlandesa) — назва у португаломовній та іспаномовній історіографіях.
- Пряна війна (англ. Spice War) — метафорична назва війни, яка велася за контроль над торгівлею прянощами в Азії.

## Передісторія
У 1592 році в ході війни з Іспанією англійці захопили в районі Азорських островів португальську каракку, на якій було близько 900 тонн товарів з Індії та Китаю вартістю в півмільйона фунтів стерлінгів (майже половина національного багатства Англії в той час). Ця подія пробудила інтерес до Сходу.
У тому ж році амстердамські торговці послали в Лісабон Корнеліса де Гаутмана із завданням зібрати якомога більше інформації про «Острови Прянощів». У 1595 році купець і мандрівник Ян Гюйген ван Лінсхотен, який багато подорожував по Індійському океану, опублікував в Амстердамі «Звіт про подорожі в португальських плаваннях на Сході» («Reys-gheschrift vande navigatien der Portugaloysers in Orienten»), що містив інформацію про те, як доплисти від Португалії до Індії та Японії. Ці події спровокували торгову експансію — в 1595 році відбулась перша голландська експедиція в Ост-Індію, у 1598 році за нею прослідувала друга голландська експедиція, в 1600 році була заснована Англійська Ост-Індійська компанія, а в 1602 — Голландська Ост-Індійська компанія.
З 1568 року Республіка Об'єднаних провінцій вела боротьбу за свою незалежність, і контроль над торгівлею прянощами був для неї питанням економічного виживання. Португальські купці використовували Нижні Землі як базу торгівлі прянощами в Північній Європі, проте коли в 1581 році в результаті Іберійської унії Португалія та Іспанія об'єдналися в одну державу, було накладено ембарго на торгівлю з північними провінціями Нижніх земель, які підписали Утрехтську унію. В результаті голландці втратили основного торгового партнера, основне джерело фінансування війни з Іспанією, і позицію монополіста в торгівлі прянощами з Францією, Священною Римською імперією і державами Північної Європи. Коштів від торгівлі рибою з Північного моря і зерном з Балтики для молодої республіки не вистачало.
Надії Республіки Сполучених провінцій воскресли, коли в 1588 році англійці розгромили «Непереможну армаду». Розвиток військово-морських сил отримав найвищий пріоритет.

## Індійсько-Тихоокеанський театр військових дій
25 лютого 1603 року три кораблі Нідерландської Ост-Індійської компанії захопили в Малаккській протоці португальську каракку «Santa Catarina». Це був настільки цінний приз, що його продаж подвоїв капітал Компанії. Законність захоплення була сумнівною через неясний юридичний статус Нідерландів, і португальці зажадали повернення вантажу. Скандал призвів до публічного юридичного розгляду і привернув міжнародну громадську увагу. Гуго Гроцій на прохання Компанії став шукати аргументи на користь обґрунтування захоплення, і в результаті в 1609 році опублікував памфлет «Mare Liberum», в якому проводив концепцію свободи мореплавання, стверджуючи, що море було міжнародною територією і всі народи вільні у використанні його для мореплавної торгівлі. Ця концепція послужила для Нідерландів ідеологічним обґрунтуванням їх зусиль по зламу торгової монополії Португалії.
З 1603 року Гоа, що був столицею Португальської Індії, виявився фактично в блокаді. У 1619 році голландці захопили Джакарту, перейменувавши її в «Батавію», і зробили її своєю базою для операцій проти Гоа. Дві країни розгорнули боротьбу за контроль над шляхами транспортування прянощів, але португальці перебували в позиції тих, хто обороняється. У 1641 році голландці захопили Малакку, у 1658 році остаточно вигнали португальців з Цейлону, а в 1663 році (вже після підписання Гаазького договору) захопили Малабарське узбережжя.
Важливі події відбувалися також і в далекосхідних водах. Хоча голландська спроба захоплення Макао і закінчилася невдачею, Нідерландам все ж таки вдалося встановити монополію на торгівлю з Японією.

## Атлантичний театр військових дій
Заохочена легкими успіхами на Сході, Республіка вирішила швидко використовувати слабкість Португалії в Америці. У 1621 році була створена Голландська Вест-Індійська компанія. Вторгшись до Португальської Америку, голландці захопили ряд важливих міст, включаючи Олінду, а також столицю португальських володінь в Америці — Салвадор. На захоплених територіях була утворена Голландська Бразилія зі столицею в Мауріцстаді.
В цей же час були зроблені дії в Африці. Нідерландськими силами були захоплені Сан-Жоржи-да-Міна та інші торгові пости Португальського Золотого берега, і обложена Луанда.
Поворотний момент у війні настав, коли 30 квітня 1625 року в Америку прибув флот з 34 іспанських і 22 португальських кораблів з 12.500 солдатів на борту (3/4 — іспанці, інші — португальці) під командуванням Фадріке Альвареса де Толедо. Вони відбили Салвадор, і почали відвойовувати захоплені голландцями португальські володіння. Португальські поселенці розгорнули партизанську війну проти голландських окупантів. Сили Вест-Індійської компанії виявилися перенапруженими, вони не могли організувати ефективну блокаду португальських портів, і прибуття підкріплень з Португалії призвело до вигнання голландців з Америки і Африки.
У 1638 році голландцям під командуванням Йоганна Мауріца ван Нассау-Зігена вдалося захопити португальську фортецю Сан-Жоржи-да-Міна на Золотому березі в Африці, один з найважливіших пунктів «трикутної торгівлі», а незабаром після цього також відбити у португальців острів Сан-Томе і Луанду, столицю Анголи.

## Іспанська участь
Іспанці намагалися перехоплювати голландські кораблі в районі Дюнкерка, і в міру сил намагалися допомагати португальцям (наприклад, на Островах Прянощів вони відбили захоплений голландцями у португальців острів Тернате, заснували форт на Тідоре). Однак Іспанія і так перебувала на межі своїх можливостей, захищаючи свої власні володіння від голландських, французьких і берберських корсарів, а також воюючи з Османською імперією.

## Завершення війни
У 1640 році португальці, використовуючи Сегадорське повстання, самі повстали і відновили незалежність своєї країни, після чого Англія відновила англо-португальський союз. Республіка Об'єднаних провінцій спробувала продовжити війну на самоті, але з втратою володінь в Бразилії та Африці віддала перевагу погодитися на мир.
У 1661 році був підписаний Гаазький договір, відповідно до якого Нідерланди визнали приналежність Португалії всієї території Бразилії, а португальці поступилися голландцям своїми правами на Цейлон і Острови прянощів, сплативши на додачу 63 тонни золота.

## Хронологія
- 25 лютого 1603: Голландська Східноіндійська компанія (VOC) захопила португальський галеон «Свята Катерина» біля Сингапура.
- 16 червня / 6 жовтня 1606: битва біля мису святого Вікентія (Південна Португалія). Перемога португальсько-іспанських сил.
- 8 травня 1624: І битва за Салвадор (Бразилія). Перемога голландців, які окупувади Салвадор.
- 1 травня 1625:  ІІ битва за Салвадор (Бразилія). Перемога португальців, які повернули Салвадор.
- 25 жовтня 1625: І битва за Елміну (Золотий Берег, Гана). Перемога португальців, які відстояли Елміну.
- 14 лютого — 3 березня 1630: І битва за Ресіфе (Бразилія). Перемога голландців, які окупувади Ресіфе.
- 12 вересня 1631: битва біля Абролів (Бразилія). Перемога португальсько-іспанських сил.
- 24–29 серпня 1637: ІІ битва за Елміну (Золотий Берег, Гана). Перемога голландців, які окупували Елміну.
- квітень — травень 1638: ІІІ битва за Салвадор. Перемога португальців.
- 12—17 січня 1640: битва біля Ітамарки (Бразилія). Нічия.
- 2 серпня 1640: початок битви за Маллаку (Малайзія).
- 14 січня 1641: кінець битви за Маллаку (Малайзія). Перемога голландців, які окупувади Маллаку.
- 25 серпня 1641: І битва за Луанду (Ангола). Перемога голландців, які окупувади Луанду.
- 3 серпня 1645: битва біля Тютюнної гори (Бразилія). Перемога португальців, які відстояли Елміну.
- 29 жовтня 1647: битва при Комбі (Ангола). Перемога голландсько-ангольських сил, окупація Анголи голландцями.
- 19 квітня 1648: І битва біля Гуарарапів (Бразилія). Перемога португальців.
- 12 липня — 15 серпня 1648: ІІ битва за Луанду (Ангола). Перемога португальців, які повернули Луанду.
- 19 лютого 1649: IІ битва біля Гуарарапів (Бразилія). Перемога португальців.
- 28 січня 1654: ІІ битва за Ресіфе (Бразилія). Перемога португальців, які повернули Ресіфе.
- 6 серпня 1661: Гаазький договір.